# Llaima
Der Llaima (Volcán Llaima) ist ein 3125 m hoher Stratovulkan in Süd-Chile im Nationalpark Conguillío, 100 km östlich von Temuco, nahe der Stadt Curacautín.
Er ist einer der aktivsten Vulkane in Chile. Beim Ausbruch am 1. Januar 2008 mit einer 3000 m hohen Rauchsäule wurden mehrere Touristen von der Lava eingeschlossen. Im Rahmen einer Rettungsaktion konnten 54 Touristen evakuiert werden.
Nach einer kurzen Ruhepause brach der Vulkan am 4. April 2009 erneut aus.

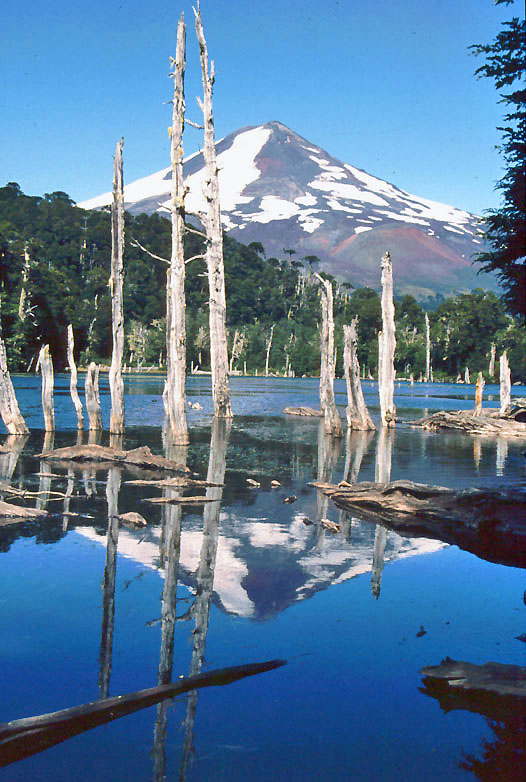
Llaima  über der Laguna Quililo – März 1994
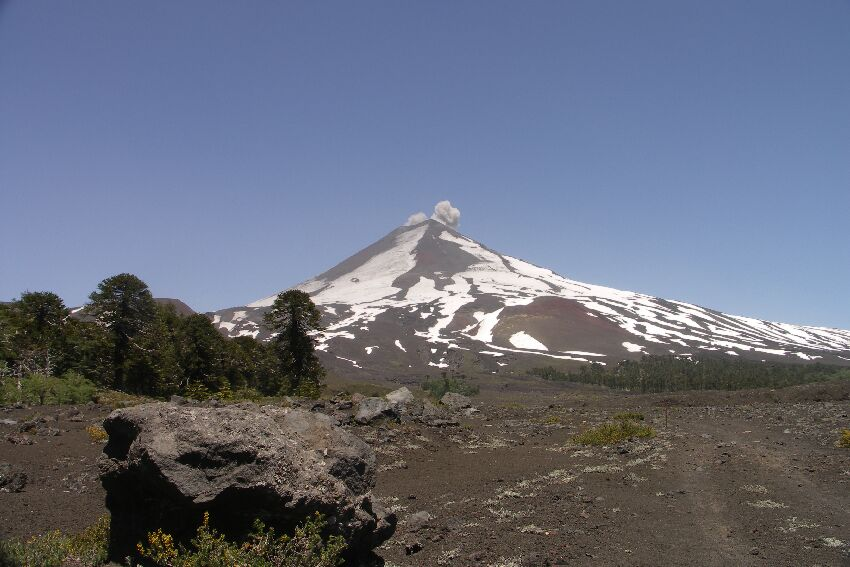
Llaima 3 Tage vor der Eruption am 1. Januar 2008
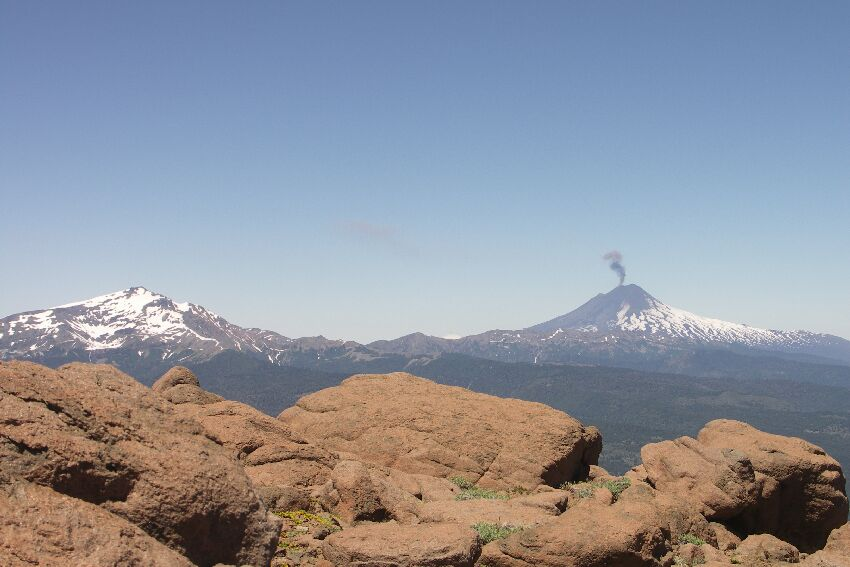
Llaima ein paar Tage nach der Eruption Anfang Januar 2008
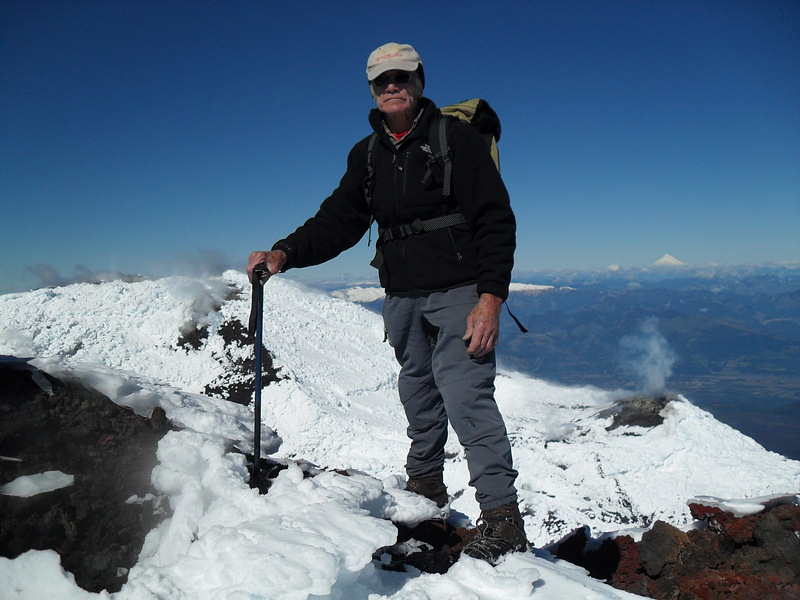
Vulkan Llaima Besteigung des Kraterrandes im April 2010